# Прапор Ростова-на-Дону
Прапор міста Ростова-на-Дону Ростовської області Російської Федерації.
Прапор міста Ростова-на-Дону — святиня міської спільноти, символ його єдності та взаємодії містян, що підлягає захисту як усередині міста, так і за його межами. Прапор міста згідно з рішенням Ростовської-на-Дону міської Думи символізує міське співтовариство незалежно від віросповідання і національності його членів, їх приналежності до партії і громадським рухам.
Прапор, як один із символів міста, є формою вираження прав і свобод міської спільноти, закріплених у федеральному і обласному законодавстві, «Статуті» міста. Згідно з рішенням Ростовської-на-Дону міської Думи вони складають особливу гордість ростовчан, служать запорукою наступності органів місцевого самоврядування минулих років і багатьох поколінь містян, відродження історико-культурних реліквій Ростова-на-Дону.
Прапор міста, як і раніше герб м. Ростова-на-Дону, розробили ростовський фахівець з геральдики Ярослав Зацаринний і дизайнер Андрій Башкатов.

## Опис
Прапор міста являє собою прямокутне полотнище «золотого перетину» (співвідношення висоти до довжини — 2/3 ), що складається з квітів герба міста, вертикально що поділяють полотно на дві рівні частини, що розташовуються на лицьовій стороні від древка в такому порядку: синій (блакитний, що символізує честь і славу, щирість і відданість традиціям багатьох поколінь ростовчан) і червоний (червлений, що означає справедливість і хоробрість, силу і мужність, проявлені ростовчанами у трудових буднях і на полях битв за незалежність і свободу Вітчизни).
На прапорі в центрі відтворений малий герб міста в контурному зображенні: щит розсічений, на синьому (блакитному) полі біла двоярусна вежа з зачиненими воротами і на ній розвивається вправо білий, обтяжений андріївським синім (блакитним) хрестом, прапор на держаку білого кольору; під пятізубцовим верхнім ярусом дві бійниці, розташовані над семізубцовим нижнім ярусом; на червоному (червленому) поле білого кольору, одягнені на жердину, древній шолом, повернений прямо, і кольчуга і позаду них — лук тятивою вниз навхрест із стрілою і списом.
Кольори прапора і гербові фігури на зворотному боці розташовуються в такій послідовності від древка прапора: на синьому тлі — сторожова вежа, на червоному — військові трофеї.
Гербові фігури відтворені без деталізації, білим кольором, що символізують чистоту помислів, свободу і доброту ростовчан, мирне співіснування громадян різних національностей в міському співтоваристві, відкритість міста для своїх друзів, готовність містян до співпраці.
Малий герб міста відтворений у контурному зображенні без деталізації. Товщина білої лінії контуру щита — 1/50 висоти прапора, висота щита — 5/7 висоти прапора, висота гербових фігур — 3/5 висоти прапора, ширина гербових фігур — 1/4 висоти прапора. Внутрішні і зовнішні лінії контурів гербових фігур відтворюються чорним кольором. Товщина зовнішніх ліній фігур становить 1/4 товщини білої лінії контуру щита герба міста. Товщина внутрішніх ліній фігур становить 1/8 товщини білої лінії контуру щита герба міста.